# Serge Guérin
Serge Guérin, né le 23 mai 1962, est un sociologue français, spécialiste des questions liées au vieillissement et à la « seniorisation » de la société, des enjeux de l'intergénération et des théories de l'éthique de la sollicitude.

## Biographie
Docteur en sciences de l'information et de la communication de l'université Sorbonne Nouvelle - Paris 3 et titulaire d'une Habilitation à diriger des recherches (HDR), Serge Guérin est professeur au Groupe INSEEC, où il dirige le MSc Directeur des établissements de santé, après avoir enseigné à l'ESG Management School et avoir été professeur associé à l'Université Lyon II[source insuffisante].
Ancien Rédacteur en chef de la revue de recherche en proximologie, Réciproques, il est membre des comités de lecture d'Écologie & Politique et de la Revue civique.
Chroniqueur pour Notre Temps et Géroscopie Magazine, il a publié une quarantaine de livres et contribué à des revues et ouvrages collectifs.
Il a co-fondé  l'Agence des Médecines Complémentaires Adaptées (A-MCA) avec Véronique Suissa, docteur en psychologie et Philippe Denormandie, chirurgien orthopédiste.
Il préside le conseil scientifique de la Fondation Clariane Aimer Soigner depuis 2017.
Il est membre du conseil d'administration de La Fondation Ramsay-Générale de Santé pour la prévention, du Gérontopole des Pays-de-Loire et de la Fondation April Promouvoir la santé
Il a été nommé en 2016, au titre de personnalité qualifiée, au Conseil de la CNSA, jusqu'en 2017
Il a dirigé de 2010 à 2015 le Fonds pour l'innovation sociale (Fédération des Esh - Entreprises Sociales pour l'Habitat) qui accompagne des projets d'inclusion sociale portés par des bailleurs sociaux et des associations.
Il intervient comme conseil auprès de collectivités et d'entreprises sur les problématiques liées à la question senior, à la silver économie, au care...

### Décoration
- 1er janvier 2014 : Chevalier de la Légion d'honneur

## Travaux

### Sociologie des seniors et du vieillissement
Serge Guérin est l'auteur de nombreux ouvrages et articles sur les seniors ou les personnes âgées et sur les rapports de la société française avec le vieillissement. Il invite à une vision qu'il veut plus positive du papy-boom et a montré la transformation profonde des  styles de vie des personnes de plus de 50 ans issues du baby-boom. Il s'est fait connaître des médias pour sa volonté de fustiger les représentations négatives des personnes âgées et de la question senior.
Il cherche à déconstruire les représentations négatives sur les seniors, par exemple sur leur vote, ou sur leur implication dans la société. Par rapport au débat sur le financement des retraites, il propose une voie différente en s'appuyant sur l'apport des retraités et sur l'évolution des cycles de vie.
Avec l'essayiste Christophe Guilluy, il a mis en avant la notion de « retraités populaires » pour signifier que la majorité des ménages de retraités sont d'anciens ouvriers et employés vivant dans le périurbain et dans des conditions souvent très modestes voire précaires. Il s'oppose d'ailleurs aux discours faisant des seniors - en particulier des retraités - des privilégiés.
Avec le philosophe Pierre-Henri Tavoillot, il soutient l'idée, sur la base d’enquêtes et en analysant des initiatives concrètes, que la guerre des générations qui opposerait une jeunesse « moderne et pauvre » à des seniors « ringards et riches », serait une idée reçue et qu’au contraire le lien intergénérationnel se renforcerait dans notre société. Il soutient la notion de réciprocité entre les générations comme levier de l'alliance entre les âges.
Rédacteur en chef de Réciproques, une revue sur la proximologie (la compréhension et la connaissance des aidants bénévoles auprès de personnes âgées ou de malades chroniques), il s'intéresse aux rôles sociaux des retraités et aux problématiques du don.

### L'éthique de la sollicitude
À partir de son travail sur le vieillissement, les aidants et plus largement l'évolution de la société et la vulnérabilisation des populations, Serge Guérin travaille sur la question de l'éthique de la sollicitude dont il propose un prolongement avec la notion d'« accompagnement bienveillant ».
Son approche se distingue aussi par une vision politique qui passe par un renversement des hiérarchies sociales. Il propose que les métiers de l'accompagnement et du lien social soient revalorisés et placés en haut de la pyramide professionnelle. Il pose aussi le prima de la prévention, en matière de santé mais aussi d'éducation et de formation, d'adaptation des logements comme par rapport à la consommation.
Il met en avant la question des aidants bénévoles qui sont pour lui le symbole de la société de l'éthique de la sollicitude.
Avec un collectif de personnalités, dont l'ancienne ministre Paulette Guinchard-Kunstler, il est à l'origine de l'Appel pour l'équité en faveur des aidants qui met en avant l'importance de ces 11 millions d'aidants représentant une économie de 164 milliards d'euros pour la collectivité. L'Appel insiste sur la nécessité d'ouvrir des droits spécifiques en matière de prévention santé et de maintien de droits sociaux pour les aidants bénévoles.
Serge Guérin, dans cette optique, s'est aussi intéressé aux problématiques des nouveaux comportements en santé, avec le recours croissant aux médecines douce. A ce titre, il a co-dirigé un ouvrage de synthèse, véritable état de l'art, sur le sujet : "Médecines Complémentaires et Alternatives. Pour et Contre ?", aux éditions Michalon.
Serge Guérin est aussi l'auteur des premiers rapports "Regards croisés sur les Maladies Rares", en 2023et 2024.

### Les enjeux des médias et de l'édition
Il s'intéresse aussi aux enjeux de communication et de médias. Il a publié plusieurs ouvrages sur la presse et sur l'internet et contribué à des ouvrages d'éducation aux médias.
Cofondateur de la revue Medias[réf. souhaitée], il a été membre du conseil d'administration de l'IPJ (Institut pratique du journalisme. Avec Philippe Robinet, ancien cofondateur du quotidien InfoMatin, il a lancé l'initiative du « chéquier presse » pour favoriser la découverte des journaux en kiosques par les jeunes[réf. souhaitée].
Serge Guérin fut, par ailleurs, président du MOTif, de 2010 à 2015, l'observatoire du livre et de l'édition en Île-de-France où il cherche à favoriser ce qu'il dénomme la biblio-diversité. Le MOTif qui soutient des expérimentations dans le secteur du livre est aussi à l'origine de différentes études montrant par exemple que l'édition numérique n'a pas encore trouvé son marché. Pour Serge Guérin, le livre numérique n'a pas inventé une alternative au papier.
Il est aussi cofondateur, avec Philippe Robinet, du Labo des Histoires, association de création d'espaces pour favoriser la pratique de l'écriture de création par les enfants et les jeunes.

## Passion du chocolat
Serge Guérin est un amateur passionné de chocolat, auteur d'ouvrages et d'articles sur le sujet 
Il est aussi à l'origine de l'opération « Chocolat solidaire », menée avec les Petits frères des Pauvres
Auteur de trois ouvrages : Le Chocolat, Éditions Milan. Le chocolat, Éditions du Coq à l’âne. Éloge politique du Chocolat, Lemieux éditions.

## Engagement politique
Serge Guérin a été élu (2010-2015) conseiller régional d'Île-de-France sur la liste Europe Écologie Les Verts (EELV), au titre de l'ouverture à la société civile et s'était engagé en faveur de la candidature de Nicolas Hulot.

## Publications
- Et si les vieux aussi sauvaient la planète ?, Éditions Michalon, 2024[26]
- 'La Silver économie pour les nuls'', First Editions, 2023[27]
- ''La société résiliente'', Fauves Editions, 2022[28]
- Les 20 grandes questions pour comprendre la réflexologie, (co-dir), Michalon Éditions, 2022
- Les 20 grandes questions pour comprendre les art-thérapies. (co-dir), Éditions Michalon, 2022
- Les 20 grandes questions pour comprendre la sophrologie, (co-dir), Michalon, 2022.
- ''Au service de la vie. Les métiers du service à la personne'', Fauves Editions, 2021[29]
- Les 20 grandes questions pour comprendre l'homéopathie, (co-dir),  Michalon, 2021
- L'Alter Innovation : Transition Environnementale, MA Edition, 2020
- Les Quincados, Calmann Levy, 2019[30]
- Médecines Complémentaires et Alternatives. Pour et Contre ? (co-dir), Michalon, 2019
- Innovations et santé : changer de modèle, La Charte Publishing, 2019
- La Silver économie, La Charte Publishing, 2018, avec Dominique Boulbès
- Design thinking : faire face aux Transition(s), La Charte Publishing, 2018
- La guerre des générations aura-t-elle lieu?, Calmann-Lévy, 2017, avec Pierre-Henri Tavoillot
- Analyse typologique de l'habitat regroupé des seniors, Rapport à la CNAV 2016[31]
- Silver Génération. 10 idées reçues à combattre à propos des seniors, Michalon, 2015
- La solidarité ça existe... et en plus ça rapporte !, Michalon, 2013
- La Nouvelle Société des seniors, Michalon, 2011, 2e édition
- Le Droit à la vulnérabilité. Manager les fragilités en entreprise, Michalon, 2011, avec T. Calvat
- De l'État providence à l'État accompagnant, Michalon, 2010
- Le Management des seniors, Eyrolles, 2009, 2e édition, avec Gérard Fournier (Prix du livre RH Sciences Po-Syntec)
- La Société des seniors, Michalon, 2009
- Le Management de transition, Les Échos Études, 2008, avec Gérard Fournier
- Habitat social et vieillissement. Représentation, formes et liens (dir.), La Documentation française, 2008
- Vive les vieux !, Michalon 2008
- De la famille aux Familles (dir.), La documentation Française, 2007
- L'Invention des seniors, Hachette Pluriel, 2007
- Allongement des temps de la vie, Quels impacts sur le logement social ? (dir.), La documentation Française, 2006
- Le Grand Retour des seniors, Eyrolles, 2002
- Le Boom des seniors, Economica, 2000
- La Presse quotidienne, Flammarion, coll. « Dominos », 1998, avec Philippe Robinet
- Internet en questions, Economica, 1998
- La Cyberpresse, Hermes, 1996
- La Presse économique et financière, Éditions du Cfpj, 1992
- La Presse écrite, Éditions du Cfpj, 1991

## Contributions (sélection)

### Ouvrages collectifs
- DémocratIA?, Editions de l'Aube, 2024[32]. Avec notamment  Laurent Berger,, Boris Cyrulnik, Jean-François Delfraissy, Cédric Villani...
- Être senior aujourd'hui. Cahiers Français, décembre 2021
- Maintenant on fait quoi ?, Editions de l'Aube, 2020
- Les aidants en activité dans l'entreprise, Livre Blanc, France Alzheimer, 2016
- Dictionnaire des inégalités, Armand Colin, 2014
- Les proches, ces autres victimes du cancer, Ligue contre le Cancer/Autrement, 2014
- Il est l'heure, Acteurs de l'économie, 2012 : avec notamment Cédric Villani, Axel Kahn, Michel Serres, Franck Riboud, Yves Coppens…
- Regards sur un XXIe siècle en mouvement, Ellipses, 2012 : « Demain, guerre des générations ou société de la coopération : deux scenarii ».
- Pour changer de civilisation, Odile Jacob, 2011 : « Les révolutions de l'âge, un levier pour rajeunir l'action publique ».
- RH pour sortie de crise, Éditions Fondation Sciences Po Paris, 2010 : « Vitaminer l'emploi des seniors ».
- Emploi des seniors, savoir pour agir, Éditions Liaisons Sociales, 2009 : « Emploi des seniors, de l'identité à l'action ».
- En âge de travailler, Vuibert 2009 : « De l'intérim des seniors ».
- Tous Talentueux : Talents en RH, Éditions Eyrolles, 2009 : « Les représentations des seniors au travail » (avec JY Duyck).
- Avis d'experts : Émergence des risques, INRS/Edp Sciences, 2008 : « Émergence des risques, quels rôles pour les médias ? ».
- Gérer les âges et les seniors : le cas du secteur du service à la personne âgée : L’enjeu des représentations, Université Montpellier2, Rapport Dares, Ministère du travail (collectif), 2008
- Medias-persuasion et lien social, Université Cergy-Pontoise, 2008 : « Liens des générations et lien social ».
- La diversité des âges, Regards croisés d’experts, Liaisons sociales, 2005 : « Changer de regard sur l'emploi des seniors ».
- La Tyrannie des bien-pensants, Economica 2002 : « Changer de regard ».
- La Pensée unique. Le vrai procès, avec notamment Philippe Tesson, Jean-Pierre Thiollet, Françoise Thom, Michel Godet et Jean Foyer, Economica, 1998.